# Atlides havila
Espèce
Pour les articles homonymes, voir Havila (homonymie).
Atlides havila est un papillon de la famille des Lycaenidae, de la sous-famille des Theclinae et du genre Atlides.

## Dénomination
Atlides havila a été décrit par  William Chapman Hewitson en 1865, sous le nom initial de Thecla havila.

### Noms vernaculaires
Atlides havila se nomme Havila Hairstreak en anglais.

## Description
Atlides havila est un petit papillon avec une longue fine queue à chaque aile postérieure. Le dessus est de couleur bleu outremer très largement bordé de noir.
Le revers est marron très foncé.

## Écologie et distribution
Il réside en Colombie et au Pérou,.

### Protection
Pas de statut de protection particulier.